# Droga wojewódzka 656
Die Droga wojewódzka 656 (DW 656) ist eine polnische Woiwodschaftsstraße. Auf einer Länge von 42 Kilometern verläuft sie in Nord-Süd-Richtung im östlichen Teil der Woiwodschaft Ermland-Masuren und verbindet die Kreise Giżycko (Lötzen) und Ełk (Lyck) miteinander. Auch ist sie ein Bindeglied zwischen den Landesstraßen DK 16, DK 63 und DK 65.

## Straßenverlauf der DW 656
Woiwodschaft Ermland-Masuren:
Powiat Giżycki (Kreis Lötzen):
- Staświny (Staßwinnen/Eisermühl) (→ : (Russland–) Perły – Giżycko ↔ Pisz – Łomża – Sławatycze (–Belarus))

- Lipowy Dwór (Lindenhof)
- Czyprki (Czyprken/Freiort)
- Malinka (Mallinken/Birkfelde)
- Pamry (Pammern)
- Ranty (Ranten)
- Hejbuty (Heybutten)
- Zelki (Neuhoff)
- Berkowo (Berghof)

Powiat Ełcki (Kreis Lyck):
- Grabnik (Grabnick)

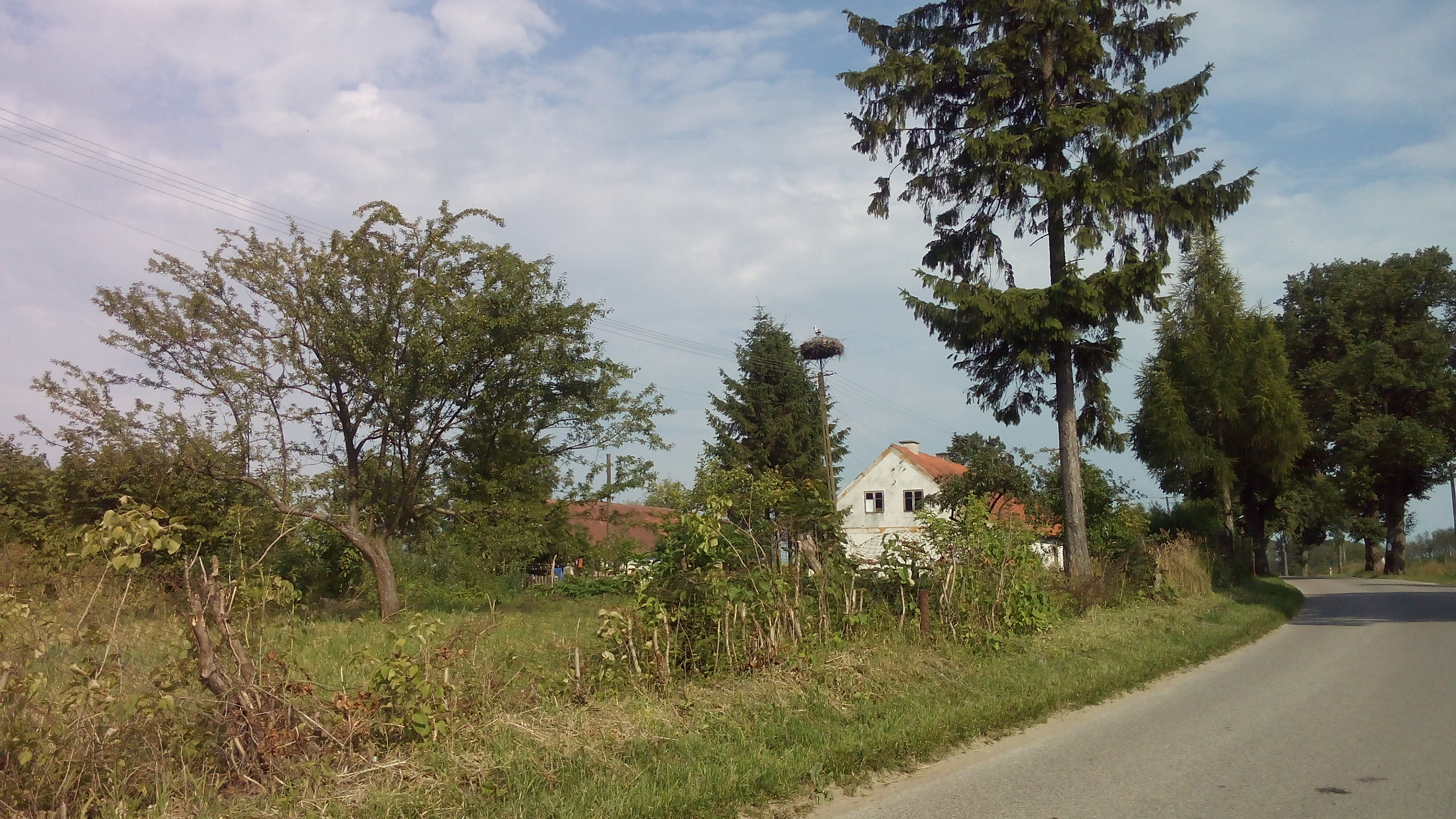
Die DW 656 bei Czyprki

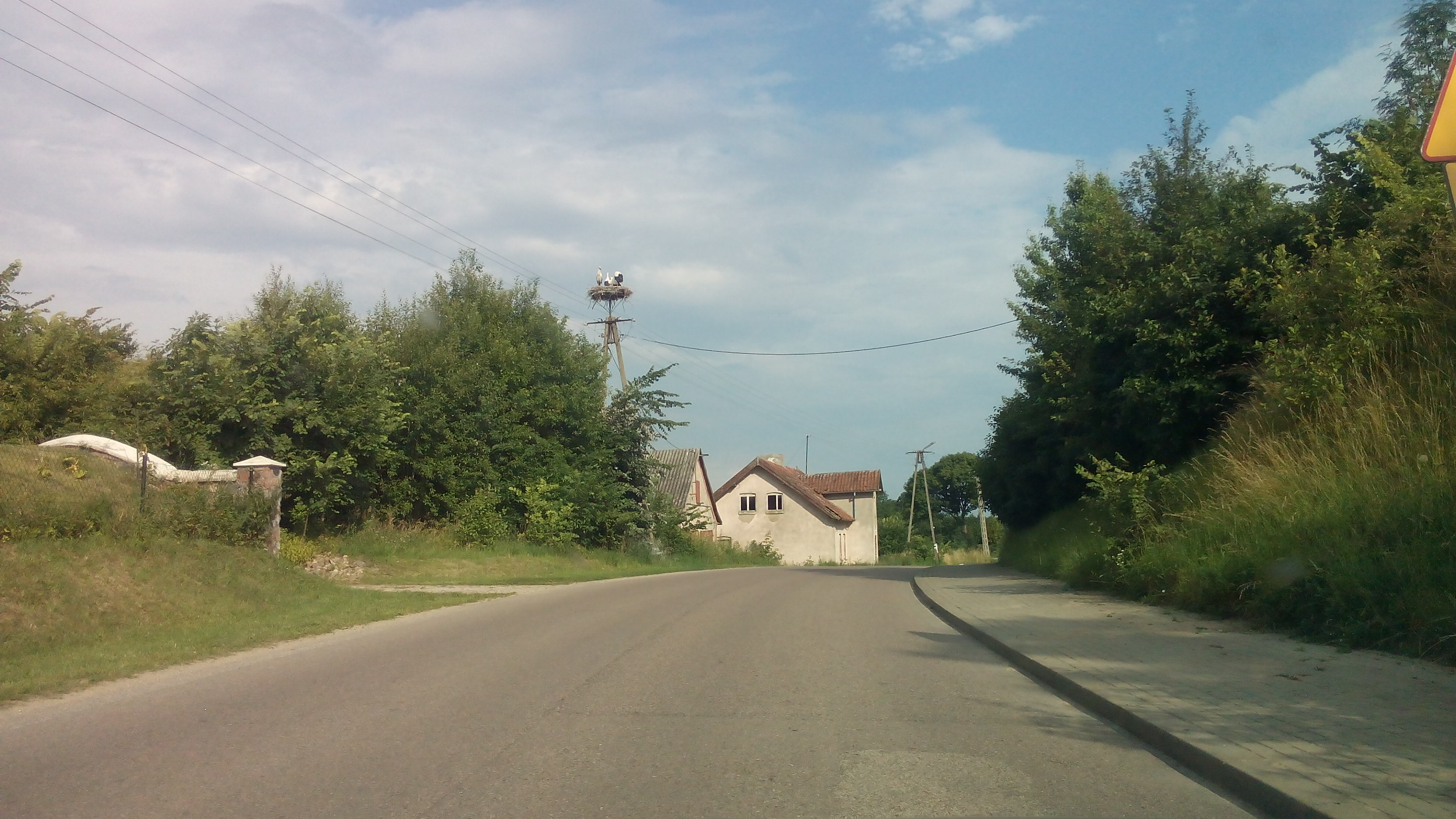
Die DW 656 bei Grabnik

- Woszczele (Wosczellen/Woszellen/Neumalken)
- Chrzanowo (Chrzanowen/Kalkofen)
- Siedliska (Schedlisken/Sonnau)
- Ełk (Lyck) (→ : Grudziądz – Olsztyn – Mrągowo ↔ Augustów – Ogrodniki (–Litauen); → : (Russland–) Gołdap – Olecko ↔ Grajewo – Bobrowniki (–Belarus))